# دوناتو كابريرا
دوناتو كابريرا (بالإنجليزية: Donato Cabrera)‏ هو موزع أمريكي، ولد في 4 فبراير 1973 في باسادينا في الولايات المتحدة.

## وصلات خارجية
- الموقع الرسمي
- دوناتو كابريرا على موقع ميوزك برينز (الإنجليزية)
- دوناتو كابريرا على موقع أول ميوزيك (الإنجليزية)
- دوناتو كابريرا على موقع ديسكوغز (الإنجليزية)